# Paint pops
『paint pops』（ペイント ポップス）は日本のロックバンド、シドのDVD＋CD2枚組・コンビネーションアイテム
。

## 概要
初回限定盤と通常盤の2タイプで発売された。初回限定盤はスリーブケース仕様ほか、写真集12p付。完全限定盤10,000枚は予約のみで完売。

## 収録内容
| 全作詞: マオ。 |              |      |          |
| #              | タイトル     | 作詞 | 作曲     |
| 1.             | 「アリバイ」 | マオ | しんぢ   |
| 2.             | 「微熱」     | マオ | 御恵明希 |

| 全作詞: マオ、全作曲: 御恵明希。 |                |      |            |      |
| #                                | タイトル       | 作詞 | 作曲・編曲 | 時間 |
| 1.                               | 「Re:Dreamer」 | マオ | 御恵明希   | 4:24 |
| 2.                               | 「合鍵」       | マオ | 御恵明希   | 5:01 |
| 合計時間:                        | 合計時間:      | 8:00 |            |      |

## 楽曲解説
DVD
1. アリバイ
茨城県水戸市にある旧茨城県庁で撮影されている。前作『憐哀 -レンアイ-』では衣装が黒のスーツで統一されていたが、今回はそれぞれ色も統一していない。また、マオは前作で目の周りを黒く塗っていたが、今回はそれに加えて睫毛に水色の鳥の羽をつけている。
MV内で明希が左利き用のベースを用いて演奏している。本人曰く「前日に思い立った」とのこと。
2. 微熱
本曲のMVは後発品のビデオクリップ集｢SIDNAD vol.2 〜CLIPS ONE〜』に収録されておらず、本作でしか見ることができない。MVは最初は油絵のようなはっきり見えないような創りとなっている。また、途中にライヴ映像が混ざったりと、シドのMVでは珍しい創りとなっている。

CD
1. 合鍵
後に2ndアルバムである『星の都』に、unplugged ver.として収録されるが、バンドバージョンはこのCDでしか聞くことができない。

## 収録アルバム
1. Re:Dreamer
  - 1stカップリング・ベスト「Side B complete collection〜e.B〜」
2. 合鍵
  - 2ndオリジナル・アルバム「星の都」に-unplugged ver.-として収録。
3. アリバイ
  - 2ndオリジナル・アルバム「星の都」
4. 微熱
  - 2ndオリジナル・アルバム「星の都」